# 蔡竹安
蔡竹安（1912年5月6日—1971年2月12日），中國共產黨黨員，江蘇省東台縣栟茶人，東台縣第十七民校校長，因史與為案被判處死刑，1971年2月12日槍決於台北。

## 生平
蔡竹安，曾化名蔡松梅，1912年生，江蘇省東台縣栟茶人，1940年新四軍一師進駐栟茶，在東台縣建立抗日民主政府，司令部設在史與為家，蔡竹安當時在東台縣第十七民校擔任校長。
1941年蔡竹安加入中國共產黨，擔任抗日民主政府栟茶區馬莊鄉副鄉長，歷任鄉長，栟茶鎮副鎮長、鎮長，推行「二五減租」，依照黨組織的部署，曾打入南京國民政府充任特務，實際協助其他幹部進入蒐集情報。
1941年6月栟茶同鄉郭子猷回馬莊鄉組織青年抗敵同志會，同年8月蔡竹安與郭子猷在馬莊鄉組織民兵隊，郭子猷擔任馬莊鄉民兵大隊長兼鄉黨支部書記，組織民兵協助征糧。
1949年9月，郭子猷、蔡竹安等共產黨員，受中共華東局派遣赴台發展組織、迎接解放。郭子猷、史與為，及史與為妻子繆瑞凝冒用李秉琳身份，從舟山定海搭乘軍艦來台灣。蔡竹安來台後與徐紫亭在臺北義興公司就職，之後與張芫芬在桃園養魚。1952年蔡竹安到高雄左營與人合夥開辦大嘉福飯店，並進臺灣高雄農業化工廠工作。
1958年調查局以郭子猷涉有匪嫌而將郭子猷逮捕，史與為設法庇護，使調查局將郭子猷的匪嫌案註銷。1964年史與為調為司法行政部調查局薦任七級專員，4月間調查局在偵辦“繆礦珍匪嫌案”時，林希鵬偶然發現史與為「在其家鄉陷匪期間有為匪工作情事」而展開調查，郭子猷與郭子淵、蔡文仲、蔡竹安、徐紫亭、張芫芬，隨著史與為入獄六人先後被捕。1971年2月12日，蔡竹安與蔡文仲、徐紫亭、張芫芬一同槍決於台北。

## 紀念
趙鵬山是史與為的姊夫，介紹史與為加入中國共產黨，輾轉的得知史與為遇害的事，將史與為與郭子猷等七人在大陸入黨與潛伏台灣的情形告知女兒趙衛平，向國家申請追認烈士，如東縣志將七位烈士事蹟記入史冊之中。
2013年10月 北京西山國家森林公園的無名英雄廣場上立有無名英雄紀念碑，為紀念來台灣在1950年代被處決「隱避戰線烈士」而設立，蔡竹安銘刻於紀念碑上。

## 平反
2019年5月30日，促進轉型正義委員會第四批平反，依據促轉會第23次、第24次、第26次委員會議決議，撤銷受難者徐維琛君等2006人之刑事有罪判決暨其刑，其中(57)更字第 15 號及(59)勁需字第 5325 號，有關蔡竹安意圖以非法之方法顛覆政府而著手實行之有罪判決暨其刑及沒收之宣告正式撤銷